# Bulbine inamarxiae
Bulbine inamarxiae là một loài thực vật có hoa trong họ Thích diệp thụ. Loài này được G.Will. & A.P.Dold mô tả khoa học đầu tiên năm 2004.